# 印第安纳波利斯喷气机
印第安纳波利斯喷气机（英語：Indianapolis Jets）前身為印第安納波利斯考特斯基（Indianapolis Kautskys），是美国篮球联盟（NBL）（1937年至1948年）球队，1948年到1949年赛季为BAA球队。
1949赛季之后，BAA和NBL合并建立國家籃球協會（NBA），在印第安纳波利斯已经有印第安纳波利斯奥林匹亚成为NBA一员，在1950年印第安纳波利斯喷气机队选择 解散。